# Patrimoine suisse
Patrimoine suisse, ou Schweizer Heimatschutz (SHS) en allemand, est une organisation non gouvernementale suisse sans but lucratif et d'utilité publique, ayant la forme d'une association, active dans le domaine de la culture architecturale et de la protection du paysage. Fondée en 1905, elle compte 27 000 membres et elle est l'organisation faîtière de 25 sections cantonales. Patrimoine suisse cherche à préserver les monuments historiques de différentes époques, mais également à encourager une architecture moderne de qualité dans le cadre des nouvelles constructions. 
Depuis 1946, en collaboration avec Pro Natura, Patrimoine suisse soutient par la vente d'un « Écu d'or en chocolat » des projets en matière de protection du patrimoine et de la nature et, depuis 1972, décerne chaque année le prix Wakker à une commune pour son action dans le domaine de la conservation du patrimoine ainsi que la promotion d'une architecture contemporaine de qualité.

## Contexte
À la fin du XIXe siècle, le tourisme est en plein essor, et des critiques s'élèvent contre les nouveaux hôtels, les chemins de fer de montagne ou encore les constructions industrielles au fil des cours d'eau. Des personnalités du monde littéraire et des arts, comme la peintre et poète Marguerite Burnat-Provins, s'insurgent contre l'invasion de réclames publicitaires, la démolition de bâtiments historiques et la modernisation des vieilles villes. Ces critiques sont à l'origine du Heimatschutz, courant idéologique reposant sur l'idéalisation de la vie rurale et de l'agriculture traditionnelle. Le mouvement dénonce l'utilitarisme dominant et la banalisation du paysage. Il promeut la simplicité, la pureté et l'authenticité.
La notion de Heimatschutz va largement dépasser le cadre de la protection des monuments historiques pour toucher pratiquement toutes les manifestations de la culture populaire comme l'artisanat, les costumes, l'architecture locale, la chanson populaire et les dialectes. La nature et tout particulièrement les Alpes occuperont une place centrale par la fonction identitaire qu'elles représentent pour la Suisse.

## Histoire
Le combat infructueux contre la démolition d'une partie des remparts de Soleure (Turnschanze) et l'action de Marguerite Burnat-Provins pour  susciter la création d'une Ligue pour la beauté ont favorisé simultanément la fondation d'une organisation : le 1er juillet 1905, à Berne, est créée la Ligue pour la conservation de la Suisse pittoresque (Schweizerische Vereinigung für Heimatschutz en allemand). Dès 1906, l'association publie un bulletin mensuel d'information, Heimatschutz (Sauvegarde, à partir de 1982). Cette revue vise à former le goût esthétique de la population. Elle utilise pour ce faire des illustrations didactiques qui présentent côte à côte de "bons" et de "mauvais" exemples d'architecture. Très vite, la Ligue cherche aussi, à travers des concours, à promouvoir des projets architecturaux de qualité, alliant beauté et utilité. C'est ainsi qu’elle lance en 1908 un concours « pour des logements suisses simples ».
Conformément aux sentiments esthétiques et patriotiques de l'époque, et en réaction contre la destruction des beautés de la nature et donc de la patrie causée par la civilisation industrielle et l'urbanisation de la seconde moitié du XIXe siècle, l'un des premiers buts de Patrimoine suisse a été la protection du paysage national. À noter qu'à la même époque, et dans le même but de protection du paysage, la Ligue suisse pour la protection de la nature fut créée (1909) – renommée Pro Natura en 1997.
Parmi ses actions marquantes, on peut retenir la lutte contre la construction du chemin de fer à crémaillère du Cervin, contre plusieurs usines hydrauliques ou en faveur de la conservation des chutes du Rhin et du lac de Sils ainsi que, plus tard, l'opposition à la construction de certains tronçons d'autoroutes ou le refus de voir s'installer la place d'armes prévue dans les marais de Rothenthurm.

## Principales activités et distinctions
- Le Prix Wakker distingue chaque année une commune pour son action dans le domaine de la conservation du patrimoine et de la promotion d'une architecture de qualité.
- Le Prix Schulthess récompense les réalisations particulièrement réussies dans le domaine des parcs et jardins d'agrément.
- Le Prix Heimatschutz récompense des groupes qui s'engagent dans leur milieu en faveur de la protection du patrimoine.
- La Liste rouge recense des bâtiments en péril et donne un aperçu de leur histoire et de leur situation actuelle.

## Sources
Stefan Bachmann, Heimatschutz, Dictionnaire historique de la Suisse, 2012